# Ed Skrein
Edward Skrein, dit Ed Skrein, est un acteur et rappeur britannique, né le 29 mars 1983 à Londres.

## Biographie

### Enfance et formation
Edward George Skrein naît le 29 mars 1983 à Londres. Il grandit dans le borough londonien de Camden. Il passe son adolescence au sein d’un gang des bas-fonds londoniens. À dix-sept ans, il se fait poignarder. Il décide alors de se reprendre en main. Il se détache de ses mauvaises fréquentations et se tourne vers le sport, devenant professeur de natation.
Il étudie à la Central Saint Martins College of Art and Design de Londres et se passionne pour la musique.

### Carrière
En 2004, Ed Skrein se lance d’abord dans une carrière musicale et sort ses premières musiques rap.
En 2010, son ami musicien, acteur et cinéaste Ben Drew organise un grand casting dans l'East End londonien afin de trouver des jeunes acteurs non-professionnels pour jouer dans son premier long métrage Ill Manors, plongée violente au cœur de la pègre. Par souci d’authenticité, le réalisateur souhaite s’entourer de personnes ayant un vrai vécu de la criminalité. Il se tourne ainsi naturellement vers Ed Skrein qui connaît bien le milieu. Le jeune homme est donc propulsé dans un des premiers rôles, celui de Ed, une tête brûlée de la pègre londonienne. Le film est tourné en 2012 et sort sur les écrans en avril 2013.
La même année, Nick Love réunit à nouveau Ed Skrein et Ben Drew pour donner la réplique à Ray Winstone et Hayley Atwell dans le film policier The Sweeney. L’intrigue suit une équipe de flics aux méthodes peu orthodoxes combattant le crime avec une violence non dissimulée. Toujours en 2013, le charisme de l’acteur attire l'attention des producteurs de la série télévisée à succès Game of Thrones. À la recherche de la personne qui incarnera Daario Naharis, le fidèle serviteur de Daenerys Targaryen, ils offrent ce rôle à Ed Skrein. Le comédien intègre donc le casting de la troisième saison, et sa notoriété grimpe en flèche après ce passage réussi dans l’univers d’heroic fantasy créé par George R. R. Martin. Il fait également partie du casting de la série policière Tunnel, co-production franco-britannique dans laquelle il donne la réplique à la frenchie Clémence Poésy, chargée de résoudre une affaire de meurtre commis à la frontière entre la France et l’Angleterre.
En 2015, le comédien renonce à Game of Thrones et au personnage de Daario Naharis et quitte la série ; il est remplacé par un autre acteur, Michiel Huisman. Les raisons de ce départ sont encore floues mais il se pourrait que l’acteur ait préféré se consacrer à sa carrière cinématographique. En effet, Skrein est engagé la même année pour incarner le personnage de Frank Martin dans le reboot de la saga d’action Le Transporteur. L'athlétique acteur, alors âgé de trente-deux ans, reprend le rôle créé par Jason Statham. Le premier film de cette nouvelle franchise s’intitule Le Transporteur : Héritage et la mise en scène a été confiée à un spécialiste du genre, le français Camille Delamarre, chef-monteur du Transporteur 3, Colombiana ou Taken 2 et réalisateur de Brick Mansions avec Paul Walker.
En 2016, devenant une star des films d'action, il incarne le super-vilain Ajax dans Deadpool, nouveau film de la franchise de super-héros Marvel. Ce méchant, doté d’une force surhumaine et ne craignant pas la douleur, s'oppose au héros Deadpool, incarné par Ryan Reynolds.
En 2019, il assure un autre rôle de méchant dans Alita: Battle Angel de Robert Rodriguez, incarnant Zapan, un cyborg cruel et vaniteux.

## Discographie
- 2007 : The Eat Up (Dented Records)

## Filmographie

### Longs métrages
- 2012 : Piggy de Kieron Hawkes : Jamie
- 2012 : Ill Manors de Ben Drew : Ed
- 2012 : The Sweeney de Nick Love : David
- 2014 : Northmen : Les Derniers Vikings (Northmen: A Viking Saga) de Claudio Fäh (en) : Hjorr
- 2015 : Sword of Vengeance : Treden
- 2015 : Panic Home (Tiger House) de Tom Daley : Callum
- 2015 : Le Transporteur : Héritage (The Transporter: Refueled) de Camille Delamarre : Franck Martin
- 2015 : Kill Your Friends : Rent
- 2016 : Deadpool de Tim Miller : Francis Freeman / Ajax
- 2016 : The Model de Mads Matthiesen : Shane White
- 2018 : Tau de Federico D'Alessandro : Alex
- 2018 : La Part obscure (In Darkness) d'Anthony Byrne : Marc
- 2018 : Patrick de Mandie Fletcher : Oliver
- 2018 : Si Beale Street pouvait parler (If Beale Street Could Talk) de Barry Jenkins : l'officier Bell
- 2019 : Alita: Battle Angel de Robert Rodriguez : Zapan
- 2019 : Born a King d'Agustí Villaronga : Philby
- 2019 : Maléfique : Le Pouvoir du mal (Maleficent: Mistress of Evil) de Joachim Rønning : Borra
- 2019 : Midway de Roland Emmerich : Le lieutenant Dick Best
- 2021 : Prisoners of the Ghostland de Sion Sono
- 2020 : Naked Singularity de Chase Palmer
- 2021 : Mona Lisa and the Blood Moon d'Ana Lily Amirpour
- 2022 : Avant, j'étais célèbre (I Used to Be Famous) d'Eddie Sternberg
- 2023 : Rebel Moon - Partie 1 : Enfant du feu (Rebel Moon: Part One – A Child of Fire) de Zack Snyder : l'amiral Atticus Noble
- 2024 : Rebel Moon - Partie 2 : L'Entailleuse (Rebel Moon: Part Two – The Scargiver) de Zack Snyder : l'amiral Atticus Noble
- 2025 : Jurassic World : Renaissance (Jurassic World Rebirth) de Gareth Edwards : Bobby Atwater

### Court métrage
- 2018 : Black Swan Theory d'Arjun Rose : Vincent

### Séries télévisées
- 2013 : Game of Thrones : Daario Naharis (saison 3, 3 épisodes)
- 2013 : Tunnel : Anthony Walsh (3 épisodes)
- 2023 : Toute la lumière que nous ne pouvons voir : Herr Seidler (1 épisode)

## Distinctions

### Récompense
- MTV Movie Awards 2016 : meilleur combat pour Deadpool (partagé avec Ryan Reynolds)

### Nominations
- MTV Movie Awards 2016 : meilleur méchant pour Deadpool
- Teen Choice Awards 2016 : meilleur méchant pour Deadpool

## Voix francophones
En France, Ed Skrein est doublé par plusieurs comédiens, notamment Jérémie Covillault et Marc Arnaud, à trois reprises chacun.
En France
| - Jérémie Covillault dans : - Game of Thrones (série télévisée) - Northmen : Les Derniers Vikings - Le Transporteur : Héritage - Marc Arnaud dans : - Alita: Battle Angel - Maléfique : Le Pouvoir du mal - Midway - Laurent Maurel dans : - Rebel Moon - Partie 1 : Enfant du feu - Rebel Moon - Partie 2 : L'Entailleuse | Et aussi - Éric Lichou dans Sword of Vengeance (en) - Ludovic Baugin dans Kill Your Friends - Emmanuel Karsen dans Deadpool - Alexis Victor dans La Part obscure - Éric Daries dans Tau - Thomas Roditi dans Toute la lumière que nous ne pouvons voir (mini-série) |

Au Québec
- Christian Perrault[5] dans :
  - Deadpool
  - Alita : L'Ange conquérant
  - Midway

Et aussi
- Jean-François Beaupré dans Le Transporteur : Héritage[5]
- Alexandre Fortin dans Maléfique : Le Pouvoir du mal[5]